# 髙嶋理紗
髙嶋 理紗（たかしま りさ、Risa Takashima, 1999年2月8日 - ）は、日本のフェンシング選手。

## 経歴・人物
福岡県大牟田市出身。大牟田市立玉川小学校5年在学時に福岡県のスポーツタレント発掘事業第6期生として参加したことがきっかけでフェンシングと出逢う。
中学進学時にJOCエリートアカデミーに入門することを決めて上京。アカデミーでの修行中には東京都北区立稲付中学校及び帝京高等学校に通学した。中学校在学時にはカデット日本代表に選出され、「2013年アジア・ジュニア・カデ・フェンシング選手権大会」（タイ・バンコク）ではカデ女子サーブル個人の部で優勝。
帝京高等学校進学後には、ジュニア日本代表に選出され、「2016年アジアジュニア選手権大会」では女子サーブル個人の部で優勝。
2017年にJOCエリートアカデミーを卒校し、法政大学国際文化学部に入学。法政大学入学後には学生日本代表に選出され、「2017年夏季ユニバーシアード」（中華民国・台北市）に出場。女子サーブル団体にて江村美咲、向江彩伽、福島史帆実とのチームで出場し、ハンガリーとの決勝戦では45-38で勝利し、見事に金メダルを獲得した。
2021年、法政大学を卒業し、日清製粉グループの傘下企業でもあるオリエンタル酵母工業に入社。
2024年「第33回夏季オリンピックパリ大会」日本代表に選出され、本大会では女子サーブル団体に於いて江村美咲、尾﨑世梨、福島史帆実とのチームで出場、準決勝で敗れたものの、3位決定戦で完全アウェーの中で地元フランスに45-40で勝利し、銅メダルを獲得した。

## 主な成績
- 2013年 - アジア・ジュニア・カデ・フェンシング選手権大会 優勝
- 2016年 - アジアジュニアフェンシング選手権大会 女子サーブル優勝
- 2017年 - 夏季ユニバーシアード台北大会 女子サーブル団体優勝
- 2021年 - 第74回全日本フェンシング選手権大会 女子サーブル優勝[11]
- 2023年 - 第76回全日本フェンシング選手権大会 女子サーブル優勝[11]